# Иерархия доказательств
Иерархия доказательств отражает относительное качество (надежность получаемых данных при их проведении) различных видов биомедицинских исследований экспериментальной медицины, которое выражается в уровнях доказательств.

### Понятие
Существует согласие по поводу относительной силы основных типов эпидемиологических исследований, но нет единой, общепринятой иерархии доказательств.
К примеру, в одной иерархии доказательств рандомизированные контролируемые исследования (РКИ) занимают место выше обсервационных исследований, а экспертное заключение и личный опыт оцениваются как самые ненадежные.
Иерархии доказательств являются неотъемлемой частью доказательной медицины.

### Пример иерархий
Т. Гринхальх упорядочила различные типы первичного исследования в следующем порядке (от наиболее убедительных к наименее):
1. Систематические обзоры и метаанализ РКИ с окончательными результатами.
2. РКИ с окончательными результатами (доверительные интервалы, которые не перекрывают порогового клинически значимого эффекта).
3. РКИ с неопределенными результатами (точечная оценка, которая предлагает клинически значимый эффект, но с доверительными интервалами, перекрывающими порог для этого эффекта).
4. Когортные исследования
5. Исследования случай-контроль
6. Поперечные исследования
7. Отчеты о случаях

Однако есть мнение[кто?], что некачественный метаанализ и РКИ с серьезными методологическими недостатками уступают по значимости крупному и хорошо организованному когортному исследованию.

### Критика
Более десятилетия после создания, иерархия доказательств все чаще подвергалась критике. В 2011 году систематический обзор критической литературы выявил три вида критики касательно:
1. процедурных аспектов доказательной медицины (особенно от Картрайта, Уорралла и Хоуика);
2. подверженности ошибкам, большей, чем ожидалась (Иоаннидис и др.);
3. методологической незавершенности доказательной медицины  (Эшкрофт и др.).

Многое из критики доказательной медицины, опубликованное в журналах философии, игнорируется ее клиницистами-сторонниками.
Когнитивисты М. Роулинс  и Р. Блюм, занимающиеся проблемой иерархии доказательств, отмечают, что доказательная медицина ограничивает способность результатов исследований предоставлять информацию об отдельных пациентах, и что для понимания причин заболеваний необходимы как исследования, проводимые на уровне популяций, так и лабораторные исследования. Иерархия доказательств доказательной медицины не учитывает насколько безопасно и эффективно исследуемые медицинские вмешательства. РКИ следует разрабатывать «для выяснения внутригрупповой изменчивости, которая может быть выполнена только в том случае, если иерархия доказательств заменяется сетью, которая учитывает взаимосвязь между эпидемиологическими и лабораторными исследованиями».
К. Борджерсон пишет, что обоснования для уровней иерархии не являются абсолютными и эпистемологически не оправдывают их, но что «медицинские исследователи должны уделять более пристальное внимание социальным механизмам управления повсеместными убеждениями».
Дж. Конкато утверждал, что это дало РКИ слишком много полномочий и что не на все исследовательские вопросы можно было бы ответить через РКИ: либо из-за практических, либо из-за этических проблем. Даже если доказательства доступны из высококачественных РКИ, доказательства других типов исследований могут по-прежнему иметь значение.